# El camino de Babel
El camino de Babel es una película española de comedia estrenada en 1945, dirigida por Jerónimo Mihura Santos y protagonizada en los papeles principales por Alfredo Mayo, Guillermina Green y Fernando Fernán Gómez.

## Sinopsis
Tres jóvenes veinteañeros llamados César, Marcelino y Arturo acaban de licenciarse en la carrera de medicina, pero no ven un futuro demasiado prometedor, de modo que dos de ellos, César y Marcelino apuestan que al cabo de un año habrán logrado casarse con la mujer más rica del pueblo. Arturo no quiere entrar en el juego y hará de juez de la apuesta contraída por sus dos amigos.

## Reparto
- Alfredo Mayo como	César Jiménez
- Guillermina Green	como Laura
- Fernando Fernán Gómez como Marcelino Pastor
- Mary Lamar como Elena
- Miguel del Castillo como Arturo
- Tita Gracia como Encarnación
- Manolo Morán como	Brandolet
- Nicolás Perchicot como Doctor Gamíndez
- María Bru	 como Doña Luisa
- Antonio Riquelme como Bruno
- María Isbert	como Cloti
- José Calle como Padre de César
- Julia Lajos como Enriqueta, mujer de Arturo
- Juanita Mansó
- José Luis Ozores